# 손보 (후한)
손보(孫輔, ? ~ ?)는 중국 후한 말의 장군이자 관료로, 자는 국의(國儀)이며 양주 오군(吳郡) 부춘현(富春縣) 사람이다. 손분의 동생으로, 손책의 사촌 동생이며 손권의 사촌 형이다.

## 생애
어려서 부모를 잃고, 형 손분에게 양육되어 우애가 매우 두터웠다.
양무도위로써 손책의 3군(단양, 오, 회계) 평정을 도왔고, 손책이 단양군 소속 7현을 토벌할 때 역양에 주둔하며 원술에게 항거했다. 또 손책의 능양 토벌에 종군하여, 조랑을 산 채로 잡았다. 여강태수 유훈을 칠 때에는 사졸들보다 앞서 나아가 공을 세웠다. 이 무렵 예장군에서는 단양군 사람 동지(僮芝)가 태수 화흠의 통치에 따르지 않고 거짓 조서로 여릉현을 기반으로 하는 여릉태수를 일컫고 있었다. 손책이 회군하면서 화흠을 굴복시키고 손분을 예장태수로 삼을 때, 손보도 손책의 명으로 예장군 남창현에 주둔하면서 주유·손분과 함께 동지(僮芝)를 노리는 임무를 맡았다. 동지가 병들자 손분·주유와 함께 나아가 여릉군을 손에 넣었고, 여릉태수에 임명되어 군에 속한 성들을 안무하고 관리들을 두었다. 평남장군으로 옮겼으며, 가절을 받고 교주자사를 겸했다.
손책 사후, 손권이 강동을 지켜낼 수 없을 것을 두려워하여 손권이 회계군 동야현으로 나간 사이 글을 딸린 사람을 보내 조조를 불러들이려 했으나, 밀고자가 있어 손권이 알아차리고는 장소와 함께 손보에게 갔다. 손보는 자신이 벌인 일이 들통나자 부끄러워 아무 말도 못 했다. 손권은 손보의 측근들을 베고 거느린 부곡을 나누었으며, 손보 자신은 동쪽으로 유폐되었다가 주살되었다. 손권이 손책의 뒤를 잇고 수 년이 지났을 때의 일이었다.
점술가 유돈을 수하로 두었으며, 그 법술을 기이히 여겨 군사로 삼았다.

## 가계
손견 · 손정의 계보는 각 항목을 참조할 것.

## 같이 보기
- 삼국지 인물 목록